# Lecteria (Lecteria) cetrata
Lecteria (Lecteria) cetrata is een tweevleugelige uit de familie steltmuggen (Limoniidae). De soort komt voor in het Neotropisch gebied.